# Camponotus balzani
Camponotus balzani é uma espécie de inseto do gênero Camponotus, pertencente à família Formicidae.